# 刘粲
汉隐帝刘粲（？—318年），字士光，新興（今山西忻州市）匈奴人，是十六国时汉赵国君。汉昭武帝刘聪子。劉粲即位後便沉醉於酒色，更與其父的四位皇后亂倫，又大殺輔政大臣，將軍國大事全交給靳準。最終令靳準成功在平陽叛亂，劉粲亦在其中被殺。

## 生平
劉粲才兼文武，年輕時即為當時俊傑。光興元年（晉永嘉四年，310年）劉聰即位為帝後，封劉粲為河內王，任命為撫軍大將軍，都督中外諸軍事。

### 將兵戰
永嘉之亂後，因晉牙門趙染叛晉歸降，劉聰命趙染等進攻鎮守長安的南陽王司馬模，劉粲與劉曜則領大軍作趙染後繼。同年攻陷長安，司馬模投降並被劉粲所殺。劉粲於是與劉曜等留守關中地區。但不久，司馬模從事中郎索綝等人圖謀復興晉室，聯合一些不肯投降的郡守起兵進攻長安，並於新豐擊敗劉粲，劉粲被逼撤還首都平陽。
次年，劉聰命劉粲與劉曜領兵進攻晉并州刺史劉琨所在的并州，並成功攻陷治所晉陽。不久劉琨與拓跋猗盧領大軍反攻晉陽，於汾河以東擊敗劉曜。劉曜回晉陽後，與劉粲等擄晉陽城中平民撤退，但被拓跋猗盧追及並於藍谷大戰，最終漢軍大敗，屍橫遍野，但劉粲等人成功撤退。

### 相國專政
嘉平四年（建興二年，314年），劉聰升劉粲為丞相、領大將軍、錄尚書事，並進封晉王。年末再升相國、大單于，總管百事。劉聰於是將朝事都交給劉粲等人，漸漸不理朝政。劉粲亦專橫放肆，親近中護軍靳準和中常侍王沈等人而疏遠朝中如陳元達等忠良官員。性格刻薄無恩，又不聽勸諫。而且又喜好營造宮室，將相國府建得像皇宮一般華麗，國民都開始厭惡他。
及後，因宦官郭猗和靳準都與皇太弟劉乂有積怨，於是建議劉粲誣陷劉乂謀反，以讓劉粲奪去儲君的地位。劉粲聽從，於是命卜抽領兵到東宮監視劉乂。麟嘉二年（建武元年，317年），劉粲命黨羽王平向劉乂說有詔稱京師平陽將有事變，要劉乂要穿護甲在衣內以作防備。劉乂信以為真，更命東宮臣下都穿護甲衣在衣服內。消息被劉粲知道後就派人報告王沈和靳準，靳準於是向劉聰稱劉乂將謀反作亂。劉聰初時不信，但王沈等都說：「臣等早就聽聞了，但怕說出來陛下不相信而已。」劉聰於是派劉粲領兵包圍東宮。同時劉粲又派王沈和靳準收捕十多個氐族和羌族酋長並對他們審問，更加將他們吊起在高處，並用燒熱的鐵灼他們的眼，逼他們誣陷自己與劉乂串通作亂。劉聰於是認定劉乂謀反而靳準等盡忠於他，於是廢劉乂為北海王。劉粲及後就派靳準殺死劉乂。事後劉粲被立為皇太子。

### 貪圖逸樂
麒嘉三年（318年），劉聰病逝，死前遺命太宰劉景、大司馬劉驥、太師任𫖮、太傅朱紀、太保呼延晏、守尚書令范隆和大司空靳準輔政。劉粲隨後繼位，册立靳月華为皇太后，樊上皇后为弘道皇后，宣中皇后为弘德皇后，王左皇后为弘孝皇后。靳月华等四人都未满二十岁，均是姿容极美的女子，刘粲在宫内与四人日夜淫乱，没有给刘聪哀悼的意思。靳准此时怀有异心，向刘粲诬告朝廷三公宰相将要诛杀太保呼延晏和自己，让大司马刘曜掌管军国大事，希望刘粲先下手诛杀朝廷的三公宰相，刘粲不听。靳准害怕自己的意见没有得到采纳，对靳月华和靳皇后说：“如今公侯大臣计划废掉皇帝，立济南王刘骥为帝，恐怕我们家要灭亡了，为什么不向皇帝说？” 靳月华和靳皇后因此向刘粲进言，刘粲于是才听从了，並殺害劉景、任凯、劉驥、齊王劉勱和大將軍劉逞等人，朱紀和范隆則被逼出奔長安投靠劉曜。八月，劉粲於上林苑閱兵，謀圖進攻擁兵在外的石勒，又以靳準為大將軍，錄尚書事。而劉粲又繼續貪圖酒色歡樂，將軍政大權都交給靳準。而靳準亦扶植宗族勢力，命堂弟靳明為車騎將軍，靳康為衞將軍。

### 內亂被殺
後來，靳準即將作亂，於是招攬年長有德而且有聲望的金紫光祿大夫王延。但王廷不肯與他一同叛亂，並立刻趕去向劉粲報告，但途中遇到靳康並被對方抓去。靳準及後便領兵入宮，在光極前殿命士兵去將劉粲抓來，盡數其罪後將他殺害。諡劉粲為隱皇帝。

## 家庭

### 父母
- 烈宗昭武帝刘聪
- 呼延皇后

### 后妃
- 靳皇后，生太子刘元公。

### 子女
- 劉元公，劉粲即位被立為太子。

## 延伸阅读
- 《晉書·載記第二》
- 《資治通鑑》卷八十七至九十